# シクロヘキサデカノン
シクロヘキサデカノン(Cyclohexadecanone)化学式(CH2)15COの有機化合物である。環状ケトンであり、ジャコウネコのムスクの香り（霊猫香）に少量含まれる成分である。香料産業では、幾つかの誘導体、特に骨格にアルケン基を持つシベトン、ムスコン、ベルビオン（5-シクロヘキサデセノン）等の関連化合物は重要である。シクロドデカノンから合成される。